# Bacalaureat (film)
Bacalaureat sau Fotografii de familie este un film românesc din 2016 scris și regizat de Cristian Mungiu. Rolurile principale au fost interpretate de actorii Vlad Ivanov, Maria Drăguș și Adrian Titieni. A avut premiera la 19 mai 2016 la Festivalul de la Cannes.

## Prezentare
Un doctor dintr-un orășel provincial trebuie să hotărască care este cea mai bună cale de urmat pentru copilul său în contextul societății românești de astăzi.

## Distribuție
- Adrian Titieni ca Romeo Aldea[7]
- Maria Drăguș ca Eliza Aldea, fiica lui Romeo
- Lia Bugnar ca Magda Aldea, soția lui Romeo
- Mălina Manovici ca Sandra
- Vlad Ivanov ca Inspectorul șef
- Gelu Colceag ca Șeful comisiei de bacalaureat
- Rareș Andrici ca Marius
- Alexandra Davidescu ca Dna. Aldea, mama lui Romeo
- Petre Ciubotaru ca Viceprimarul Bulai
- Emanuel Pârvu ca Procurorul Ivașcu
- Lucian Ifrim ca Albu Marian
- Gheorghe Ifrim ca Agentul Sandu
- Adrian Văncică ca Gelu
- Orsolya Moldovan ca Csilla
- Tudor Smoleanu ca Doctorul Pandele
- Liliana Mocanu ca Dna. Bulai
- Constantin Cojocaru ca Meșterul lăcătuș
- David Hodorog ca Matei
- Eniko Benczo ca Doamna Mariana
- Valeriu Andriuță

## Producție
Filmările au avut loc în perioada iunie-iulie 2015, în Victoria.

## Primire
- 2016 - Cannes - Premiul pentru regie
- 2016 - Palić - Premiul pentru regie
- 2016 - Chicago - Silver Plaque pentru scenariu și Silver Hugo - cel mai bun actor (Adrian Titieni)